# Нанно
Нанно (итал. Nanno) — упразднённая коммуна в Италии, расположена в провинции Тренто области Трентино-Альто-Адидже.
Население составляет 608 человек (2011 г.), плотность населения составляет 156 чел./км². Занимает площадь 4 км². 
Почтовый индекс — 38010. Телефонный код — 0463.
Покровителем коммуны почитается священномученик Власий Севастийский (San Biagio), празднование 3 февраля.

## Демография
Динамика населения:

## Администрация коммуны
- Официальный сайт: